# Grammoechus calamophilus
Grammoechus calamophilus är en skalbaggsart som beskrevs av Hüdepohl 1999. Grammoechus calamophilus ingår i släktet Grammoechus och familjen långhorningar. Inga underarter finns listade i Catalogue of Life.